# Timeless (álbum de Martina McBride)
'Timeless' é uma álbum de 2005 lançado pela cantora estadunidense de country music Martina McBride.O álbum estreou na posição numero Um da Country album chart e na posição numero 3 na Billboard 200.
O álbum se tonou o mais vendido em menor tempo da cantora, tendo vendido  185,000 cópias na primeira semana. Em Março de 2007, o album alcançou 1.2 milhões de cópias vendidas nos Estados Unidos, rececendo o Disco de Platina.

## Lista de músicas
Fonte:
| Número | Titulo                                               | Escritor                                     | Artista Original | Lançamento Original | Duração |
| 1      | "You Win Again"                                      | Hank Williams                                | Hank Williams    | 1952                | 2:59    |
| 2      | "I'll Be There"                                      | Ray Price, Rusty Gabbard                     | Ray Price        | 1954                | 2:18    |
| 3      | "I Can't Stop Loving You"                            | Don Gibson                                   | Don Gibson       | 1957                | 4:21    |
| 4      | "(I Never Promised You A) Rose Garden"               | Joe South                                    | Lynn Anderson    | 1970                | 3:15    |
| 5      | "Today I Started Loving You Again"                   | Merle Haggard, Bonnie Owens                  | Merle Haggard    | 1968                | 3:46    |
| 6      | "You Ain't Woman Enough"                             | Loretta Lynn                                 | Loretta Lynn     | 1966                | 2:12    |
| 7      | "Once a Day"                                         | Bill Anderson                                | Connie Smith     | 1964                | 2:23    |
| 8      | "Pick Me up on Your Way Down"                        | Harlan Howard                                | Charlie Walker   | 1958                | 2:40    |
| 9      | "I Don't Hurt Anymore"                               | Don Robertson, Walter E. Rollins             | Hank Snow        | 1954                | 3:08    |
| 10     | "True Love Ways"                                     | Buddy Holly, Norman Petty                    | Buddy Holly      | 1958                | 3:14    |
| 11     | "'Til I Can Make It On My Own"                       | George Richey, Billy Sherrill, Tammy Wynette | Tammy Wynette    | 1976                | 3:17    |
| 12     | "I Still Miss Someone" (featuring Dolly Parton)      | Johnny Cash, Roy Cash, Jr.                   | Johnny Cash      | 1958                | 2:56    |
| 13     | "Heartaches by the Number" (featuring Dwight Yoakam) | Harlan Howard                                | Ray Price        | 1959                | 3:06    |
| 14     | "Satin Sheets"                                       | John Volinkaty                               | Jeanne Pruett    | 1973                | 3:20    |
| 15     | "Thanks a Lot"                                       | Eddie Miller, Don Sessions                   | Ernest Tubb      | 1963                | 2:35    |
| 16     | "Love's Gonna Live Here"                             | Buck Owens                                   | Buck Owens       | 1963                | 2:01    |
| 17     | "Make The World Go Away"                             | Hank Cochran                                 | Ray Price        | 1963                | 2:57    |
| 18     | "Help Me Make It Through the Night"                  | Kris Kristofferson                           | Sammi Smith      | 1971                | 4:04    |

A edição limitada de Timeless apresentava quatro canções bonus:
1. "Dreaming My Dreams"
2. "Crying Time" (Buck Owens}
3. "Walk On By" (Kendall Hayes)
4. "Take These Chains from My Heart" (Fred Rose, Hy Heath}

## Singles
- (I Never Promised You A) Rose Garden 30 de agosto de 2005
- I Still Miss Someone

## Paradas

### Álbum
| Parada (2005)                     | Melhor posição |
| --------------------------------- | -------------- |
| U.S. Billboard Top Country Albums | 1              |
| U.S. Billboard 200                | 3              |
| Canadian Albums Chart             | 41             |

### Singles
| Ano  | Single                                    | Paradas    | Paradas |
| Ano  | Single                                    | US Country | US      |
| ---- | ----------------------------------------- | ---------- | ------- |
| 2005 | "(I Never Promised You) A Rose Garden"    | 18         | 98      |
| 2006 | "I Still Miss Someone" (com Dolly Parton) | 50         | —       |